# Enigma (groupe)
Pour les articles homonymes, voir Enigma.
 (janvier 2025).
- Si vous ne connaissez pas le sujet, laissez ce bandeau (vous pouvez alors contacter les auteurs).
- Si vous supprimez le contenu mis en cause (vous pouvez préalablement contacter les auteurs),

argumentez précisément cette suppression dans la page de discussion
(un manque de référence n'est pas un argument ; une recherche réelle de référence doit avoir été effectuée, être formellement documentée).
 (janvier 2025).
Enigma est un groupe allemand de pop et new age. Il est formé en 1990 par le compositeur d'origine roumaine Michael Cretu.

## Histoire

### Années 1990
Au départ, un projet musical, créé par Michael Cretu en 1990 et auquel participe activement Frank Peterson, son collaborateur-assistant et, depuis le début, sa femme Sandra Cretu, chanteuse célèbre notamment durant les années 1980. Frank Peterson était compositeur et producteur mais n'a participé qu'au premier single. Michael est lui aussi compositeur et producteur tandis que Sandra chante sur plusieurs titres.
Enigma se fait connaître par son premier album (MCMXC a.D.), sorti en 1990, où les chants grégoriens étaient omniprésents. Ce disque connait un immense succès international, notamment grâce au premier single extrait, Sadeness, classé no 1 dans plusieurs pays et dans le Top 5 aux États-Unis. Ce single présente des chants grégoriens se juxtaposant à un beat dance, et à des paroles sensuelles dites en français par sa femme de l'époque, Sandra Cretu (celle-ci n'apparaît d'ailleurs pas dans le clip accompagnant ce single, remplacée par Katy Tastet, une jeune mannequin de 17 ans à l'époque).
MCMXC a.D. contient des extraits de Gregorianische Gesänge et de Paschale Mysterium par la Choralschola der Capella Antiqua de Munich. Le titre Sadeness est une évocation directe du Marquis de Sade connu pour ses actes de cruauté érotique. Le titre Callas went away contient également un extrait de l'opéra Werther, l'air des lettres, interprété par Maria Callas. The voice and the snake fait référence au livre de la révélation, plus connu dans la bible comme l'apocalypse de Saint Jean et ses paroles recensent les 7 malheurs au moment de la fin des temps. Des extraits très brefs de l'album « 666 » des Aphrodite's Child sorti en 1972 sont audibles dans de nombreux morceaux.
Par la suite, sont utilisés des instruments et des chants originaires de l'Orient (sur The Cross of Changes et son successeur, Le Roi est mort, vive le Roi!) ainsi que des sons électroniques plus modernes (sur The Screen Behind the Mirror et Voyageur). Pour autant, une grande partie de la musique appelée new age s'inspire du premier album MCMXC a.D. et de son single phare Sadeness. Un autre titre phare du groupe est Return to Innocence, sorti fin 1993, au succès international, et qui prend un sampling d'une chanson traditionnelle d'un peuple aborigène de Taïwan, et dont le clip est mémorable pour son idée du suivi de la vie d'une personne à l'envers, de sa mort à sa naissance.
Le deuxième album d'Enigma, The Cross of Changes, sorti en 1993, contient des extraits de Songs from the Victorious City et de The Calling de Anne Dudley et Jaz Coleman ainsi que le titre The Crossing de Mind Over Rhythm. Les chants traditionnels sont les Polyphonies vocales des aborigènes de Taiwan ainsi que des extraits de musique vocale et instrumentale de Mongolie. Le titre Age of Loneliness (Carly's song) est une version retravaillée du morceau Carly's Song utilisé dans le film Sliver en 1993.
Le troisième album d'Enigma, Le Roi est mort, vive le Roi!,  sorti en 1996, contient des extraits de Gregoriani Cantus de Pierre Kaelin, des musiques des rites solaires de Lettonie par Rasa ensemble riga et de Vocal and Instrumental Music of Mongolia. Le titre third of its kind spécifie clairement que le premier album est le père avec ses chants religieux, le second la mère avec ses chants traditionnels et le troisième l'enfant avec une combinaison de chants religieux et traditionnels. Le titre de l'album le roi est mort, vive le roi, fait référence à une phrase traditionnelle proclamée lors de l'avènement d'un nouveau souverain. Elle signifie qu'un changement se produit mais que les choses continuent sans réel changement, texte également clair dans les paroles de la chanson éponyme. Le troisième extrait de cet album devait être The Roundabout mais sa sortie est annulée.

### Années 2000
Leur première compilation, Love Sensuality Devotion: The Greatest Hits, sortie en 2001, ne contient que 2 morceaux inédits, The Landing et Turn Around. Seules les transitions entre les 18 titres de l'album sont inédites à l'exception de la transition entre return to innocence et I Love You… I'll Kill You qui reste la même que dans le second album. Le morceau TNT for the Brain n'est ni la version album, ni la version single mais un remix qui était vendu avec le single éponyme Midnight Man Remix. Leur autre compilation sortie la même année, Love Sensuality Devotion: The Remix Collection ne contient que des remixes, y compris le Midnight Man Remix de TNT for the brain déjà inclus dans Love Sensuality Devotion: The Greatest Hits.
Le quatrième album d'Enigma, The Screen Behind the Mirror, sort en 1999. Il est le premier virage du groupe. Il est assez différent des trois précédents albums. Il marque le départ de Louisa Stanley, la première voix de Enigma et l'arrivée d'Elisabeth Houghton pour voix de narration, qui ne participera d'ailleurs qu'à cet album (Louisa Stanley fera son retour dans l'album A Posteriori). Il s'agit du premier album contenant également la voix de Andru Donalds, chanteur pop connu principalement en Allemagne et de Ruth-Ann Boyle (en), membre du groupe anglais Olive. The screen behind the mirror contient des extraits du O Fortuna de l'opéra Carmina Burana de Carl Orff. Le titre Modern Crusaders fait référence aux massacres perpétrés par les croisés au nom de Dieu. Le morceau Camera obscura fait référence à l'ancêtre de la chambre noire.
Après l'album Voyageur en 2003, Cretu se retrouve seul membre d'Enigma et continue l'aventure en publiant A posteriori. Pour ce cinquième album studio, Enigma marque un nouveau virage. Cet album s'avère radicalement différent, déjà par l'absence de chants traditionnels ou religieux, mais également par le remplacement de ces derniers par des déformations de sons ou de voix (Voyageur, Boum Boum, Page of Cups, etc.). Le morceau From east to west est la première introduction d'Enigma qui ne contienne pas de voix et qui est donc 100 % instrumental. Le titre Page of Cups est une référence à une carte de tarot divinatoire, le valet de coupe, symbole de stabilité et sécurité affective, d'amour et de dévotion. Cet album est le dernier auquel participe Sandra.
En 2005 sort 15 Years After, un coffret qui inclut les 5 premiers albums de Enigma et les DVD Remember the Future et MCMXC a.D. Seul le titre Hello and Welcome est un inédit d'Enigma, les autres morceaux étant des remix inédits réalisés par Rollo et Mark Bates.
Le 6e album d'Enigma, A posteriori, sorti en 2006, est celui qui est le plus électronique et le plus minimaliste. Il ne contient que très peu de morceaux chantés et très peu de participation autre que celle de M.Cretu, à l'exception de la voix de Louisa Stanley sur Dancing with Mephisto et Goodbye Milky Way. Il faut cependant noter que le morceau Hello & Welcome, originellement dans 15 years after est incorporé à cet album dans une version inédite ne comprenant que peu de texte chanté par Andru Donalds. Les paroles du chant latin de cet album Omnia sol temperat, reprises dans plusieurs morceaux (Eppur si muove et 20000 miles over the sea) sont également un extrait de Carmina Burana de Carl Orff. Eppur si muove fait référence à la phrase célèbre de Galilée à la suite de sa théorie (vérifiée depuis) sur l'héliocentrisme (que la Terre tourne autour du Soleil). 20.000 Miles Over the Sea est une déformation du titre d'un livre de Jules Verne Vingt Mille Lieues sous les mers.
Le 7e album d'Enigma, Seven Lives Many Faces, sort en 2008. Il marque un retour à l'essence même du groupe. Cet album inclus à nouveau de nombreuses participations, Andru Donalds, Ruth-Ann Boyle (dans l'édition double CD), Margarita Roig… Il comprend à nouveau une introduction chantée. Un léger rictus de chant religieux peut être entendu dans le titre Between Generations. Fata morgana est une référence à la fée Morgane utilisée comme symbolisant un mirage. Déjà vu, comprend de nombreux extraits permettant un flash-back vers les albums précédents de Enigma, d'où le titre du morceau. The Language of Sound est un immense collage de différents sons et samples, dont certains ont également été entendus dans de précédents albums du groupe. L'édition en pré-commande de iTunes comprend également un morceau nommé Where Are We From et l'édition japonaise comprend un titre supplémentaire nommé Epilogue.
En 2009 sort The Platinum Collection. Le CD1 est une compilation de certains singles de Enigma extraits des 7 albums à l'exception de ceux de l'album A posteriori. Le CD2 ne contient que des remix de certains singles à l'exception du septième album qui n'a jamais eu de morceau remixé de manière officielle. Le CD3 ne contient que des morceaux inédits qui n'ont jamais été incorporés dans les 7 albums. À noter, que le titre Lost Two est vendu en même temps que le single digital The Same Parents sous le titre piano moods. Le morceau Lost Ten comprend également le même texte que le titre Je t'aime Till My Dying Day. Les trois premiers albums d'Enigma sont sortis dans un coffret nommé Trilogy.
Le titre Mea Culpa part II est intégralement différent de la version figurant sur l'album originel. Il comprend le chant orthodoxe que l'on entend sur l'album dans le titre Hallelujah. Un son de flûte traditionnel de Enigma a été ajouté dans le single Principles of lust. L'introduction de The Rivers of Belief inclut le passage de début de la Toccata et Fugue[Laquelle ?] de Bach ainsi que des paroles dites par Sandra qui sont absentes de l'album.

### Depuis les années 2010
Le 5 octobre 2010, pour célébrer les 20 ans d'Enigma, les fans ont été invités par Michael Cretu à participer à un single anniversaire par le biais d'un concours internet intitulé « Enigma Social Song ». Après trois semaines de vote, c'est finalement la chanteuse Fox Lima de Lettonie et son « Fei Mea » qui fut élue comme voix principale. Michael Cretu a aussi invité les trois gagnants suivants : Mark Joshua du Brésil, J. Spring d'Espagne et Rasa Serra (lt) de Lituanie à accompagner sa voix. Les fans ont aussi pu participer à l'élaboration du single en votant pour un style musical, un instrument principal et sa pochette,. La version finale du single s'intitule MMX (The Social Song) (en) et est disponible à télécharger pratiquement gratuitement depuis le 15 décembre 2010, la publication d'un tweet ou d'un lien sur son mur Facebook donnant droit au téléchargement du morceau.
Le 11 novembre 2016 paraît le huitième album du groupe, The Fall of a Rebel Angel. Deux singles en sont tirés : Sadeness (Part II) avec Anggun et Amen avec le groupe Aquilo (en). Amen est un chant sacré de l'Agnus Dei. The Fall of A Rebel Angel, est dédiée aux migrants morts en Méditerranée.

## Style musical
Le styl musical d'Enigma s'attaque à différents sujets comme la sexualité (très présente, surtout dans MCMXC a.D.), l'amour, la foi en Dieu (Morphing thru Time) et l'innocence. Michael Cretu décrit sa musique comme sensuelle, pas sexuelle. Avec Enigma, il a ensuite produit plusieurs albums et singles à succès.

## Membres

### Membres actuels
- Michael Cretu - chant, paroles, programmation, instrumentation, synthétiseurs, production, arrangements (depuis 1990)

### Anciens membres
- David Fairstein - paroles (1990-2000)
- Frank Peterson - samples, paroles, production (1990-1991)
- Louisa Stanley - voix (1990-1996)
- Sandra Cretu - voix, chant (1990-2003)
- Peter Cornelius - guitares (1993-1996)
- Jens Gad - guitares (1993, 1999-2003), arrangements, paroles (1999-2003)
- Andreas Harde (Angel/Angel X) - chant (1993)
- Todd Peleg - chœurs (1993-1994)
- Elizabeth Houghton - voix (1999-2000)
- Ruth-Ann Boyle (en) - chant (1999-2003)
- Andru Donalds - chants (1999-2003)

### Artistes invités
- Louisa Stanley - voix (2006)
- Andru Donalds - chants, paroles (2005, 2008)
- Margarita Roig - chants, paroles (2008)
- Nanuk - voix (2008, 2016)
- Sébastian C. - chants (2008)
- Nikita C. - chants (2008)
- Alise Ketnere (Fox Lima) - chants, paroles (2010)
- Jérôme Pringault (J. Spring) - chants, paroles (2010)
- Rasa Veretenceviene (Rasa Serra (lt)) - chants, paroles (2010)
- Mark Josher - chants, paroles (2010, 2016)
- Aquilo (en) - chants (2016)
- Anggun - voix (2016)

## Discographie

### Singles
- 1990 : Sadeness (Part I) (extrait de MCMXC a.D.)
- 1991 : Mea Culpa (Part II) (extrait de MCMXC a.D.)
- 1991 : Principles of Lust (extrait de MCMXC a.D.)
- 1991 : The Rivers of Belief (extrait de MCMXC a.D.)
- 1993 : Carly's Song (1993) (extrait de la bande originale de Sliver; ce single n'est édité qu'en Australie)
- 1993 : Return to Innocence (extrait de The Cross of Changes)
- 1994 : The Eyes of Truth (extrait de The Cross of Changes)
- 1994 : Age of Loneliness (en) (extrait de The Cross of Changes)
- 1994 : Out from the Deep (extrait de The Cross of Changes)
- 1996 : Beyond the Invisible (1996) (extrait de Le Roi est mort, vive le Roi !)
- 1997 : TNT for the Brain
- 1999 : Gravity of Love
- 2000 : Push the Limits
- 2001 : Turn Around
- 2003 : Voyageur
- 2003 : Following the Sun
- 2004 : Boum-Boum
- 2005 : Hello and welcome
- 2006 : Goodbye Milky Way
- 2007 : 20000 Miles Over the Sea BocaJunior Remix
- 2008 : La Puerta del cielo/Seven Lives
- 2009 : The Same Parents (sert de générique à une émission de la télévision allemande sur les Jeux olympiques de 2008)
- 2010 : MMX (the Social Song)
- 2016 : Sadeness (Part II)
- 2016 : Amen